# Henselowsky Boschmann Verlag
Der Verlag Henselowsky Boschmann – Bücher vonne Ruhr ist ein Verlag in Bottrop.

## Geschichte
Das 1982 in Essen gegründete Unternehmen hat sich auf regionale Literatur mit dem Schwerpunkt Ruhrgebiet spezialisiert und veröffentlicht in den Bereichen Sprache, Geschichte, Kultur, Sport und Freizeit. Ende des Jahres 1999 erfolgte ein Umzug nach Bottrop. Es erscheinen jährlich zwischen sechs und zwölf gebundene Bücher. Der Verlag organisiert – mit inhabergeführten Buchhandlungen, Stadtbüchereien, Volkshochschulen und anderen – Lesungen im gesamten Ruhrgebiet.

## Programm
Der Verlag hat einige Klassiker der Ruhrgebietsliteratur wieder aufgelegt, darunter 2008 den Roman von Peter Stripp zu der Fernsehserie Rote Erde sowie Bleibense Mensch! von Jürgen von Manger 2007. 2013 erschien von Manger Der Abschied und andere Stückskes aus dem Nachlass, bisher unveröffentlichte Geschichten, die der Bochumer Germanist Joachim Wittkowski aus den Beständen des Deutschen Kabarettarchivs in Mainz geborgen hat. 2016 erschien die Neuauflage des Buches von Graf Alexander Stenbock-Fermor Meine Erlebnisse als Bergarbeiter im Ruhrgebiet, das die Erlebnisse eines baltischen Adligen auf einer Zeche in Hamborn im Jahre 1923 schildert. Zur Geschichte des Ruhrgebiets erschien unter anderem 2016 Werner Bergmanns Buch Unser Aller Heiligen – Als der Himmel über dem Ruhrgebiet noch bevölkert war.
Der Verlag veröffentlichte unter dem Titel Ruhrgebiet de luxe die erste Roman-Reihe von Ruhrgebietsautorinnen und -autoren, 2016 mit Werken von Sigi Domke (Nachbarn in Bäumen), Herbert Knorr (Schitt häppens), Inge Meyer-Dietrich (Leben und Träume der Mimi H.), Sarah Meyer-Dietrich (Immer muss man mit Stellwerksbränden, Streiks und Tagebrüchen rechnen) Elke Schleich (Wir haben alles hingekriegt) und Zepp Oberpichler (Galgenvögel liegen tiefer); 2017 folgten die Romane von Sigi Domke (Pinkelpausen und Tai-Chi), Inge Meyer-Dietrich (Eisengarn), Sarah Meyer-Dietrich (Ruhrpottkind) und Zepp Oberpichler (Chuck Berry over Bissingheim). 2018 erschienen u. a. Ruhrgebietchen – Was deine Kinder an dir lieben und was nicht, eine Anthologie mit 36 Ruhrgebietsautorinnen und -autoren, die Romane 80 Tage auf der Welt von Herr Luca und Da blubbern die Hormone von Michael Zabka.
2018 startete mit Jens Dirksen und Hubertus A. Janssen und ihrem Kohle, Kappes, Koniferen eine Hörbuch-Reihe mit Live-Lesungen in Ruhrgebietsbuchhandlungen. 2019 erschienen unter dem Titel Geißlein, Prinzen und ein kross gegrilltes Schaf Grimm’sche Märchen zum Abrollen von Sigi Domke, mit Ich sehe häufig Dinge, die es nicht gibt die erste Graphic Novel von Adolf Winkelmann; Alexander Hüsing, Chefredakteur der Seite www.deutsche-startups.de, ist Herausgeber und Co-Autor des Buches Wann endlich grasen Einhörner an der Emscher – Startups im Ruhrgebiet; insgesamt 32 Autorinnen und Autoren aus dem Ruhrgebiet sind beteiligt am Vorbilderbuch mit dem Untertitel Kleine Galerie der Menschlichkeit. Werner Bergmann schreibt in seinem Buch Die Geschichte machen über Helden und Schurken im Ruhrgebiet von anno dazumal bis heute. Gemeinsam mit Werner Boschmann ist er Herausgeber des Tagebuchs von Pierre Hippolyte Leopold Paillot, der 1794/95 Land und Leute aus der Sicht eines Revolutionsflüchtlings am Vorabend des Reviers beschrieben hat; Titel des Buches: Monsieur Paillot im Nirgendwo. Kontrovers diskutiert wird das Buch Versemmelt. Das Ruhrgebiet ist am Ende von Stefan Laurin, maßgeblichem Autor des Blogs Ruhrbarone. 2020 wurden unter anderem die Bücher Atlantis rückwärts – Bundesland 17 (ehemals unser Ruhrgebiet) und Wo Schweine pfeifen, Ziegen moppern und Tauben an das Gute glauben – Tiergeschichten aus dem Ruhrgebiet veröffentlicht. 2021 wurde der Roman Die Schwarzfüße von Jo Pestum wieder aufgelegt. In Zusammenarbeit mit dem Theater Mondpalast in Wanne-Eickel erschien das von Gründungsintendant und Regisseur Thomas Rech verfasste Buch Der Prinzipal und ich. Sigi Domke und sein Roman Die Kühlschrank-Verschwörung sowie der dritte Ruhrpott-Köter-Roman Einmal wie immer von René Schiering wurden ebenfalls veröffentlicht. 2022 erschienen unter anderem der in Bochum und Umgebung handelnde Liebesroman Die Colliers der Kanzlerin von Lothar Gräfingholt, Krauses Zeug, natürlich von Klaus-Dieter Krause, eine Anthologie mit literarischen Reportagen und Aufzeichnungen über das Ruhrgebiet von 1923 bis 1973 unter dem Titel In Sachen Stadtschaft, herausgegeben von Dirk Hallenberger, sowie 24 Spaziergänge in die alte Zeit des Ruhrgebiets von Werner Bergmann und das Buch Ruhrbesetzung 1923. Ein Jahr spricht für sich, herausgegeben von Werner Boschmann.

## Autoren (Auswahl)
Weitere Autoren sind unter anderem: Herbert Knebel, Helmut Spiegel, Heinz H. Menge, Dirk Sondermann, Rainer Bonhorst, Heinz Georg Schmenk, Helmut Rahn, Anja Kiel, Christian Krumm, Holger Schmenk, Adolf Winkelmann, Hermann Beckfeld, Chefredakteur der Ruhr Nachrichten, Lars von der Gönna und Jens Dirksen, Kulturredakteure der Westdeutschen Allgemeinen Zeitung, der Literaturwissenschaftler Dirk Hallenberger, Friedhelm Wessel, Hubertus A. Janssen, Werner Bergmann, die Gebrüder Joppa und Kalla Hölzken, Sascha Pranschke, Klaus-Dieter Krause, Lothar Gräfingholt und die Karikaturisten Heiko Sakurai, Benjamin Bäder, Torsten Kyon, Michael Hüter, Peter Menne, Ilse Straeter, Ilse Straeter, Susi Lilienfeldt und Anke Jühe.